# Adam (Rodin)
Pour les articles homonymes, voir Adam (homonymie).
Adam est une statue d'Adam réalisée par Auguste Rodin en 1880-1881, exposée pour la première fois au Salon de Paris de 1881, sous le titre La Création de l'Homme. Cette année-là, le ministère français des Beaux-Arts lui commande deux figures colossales d'Adam et d'Ève, qu'il propose d'utiliser pour flanquer son projet de La Porte de l'Enfer, alors en cours. Pour la figure d'Adam, il a réutilisé La Création de l'Homme, tandis qu'Ève a été créée séparément. L'œuvre a été coulée pour la première fois en 1910 et des moulages en bronze se trouvent actuellement à l'Art Institute of Chicago, au musée Rodin et au Metropolitan Museum of Art, entre autres.
Dans la pose contorsionnée et inconfortable d'Adam, il a été reconnu que Rodin a incorporé les gestes des personnages de deux œuvres de Michel-Ange : le bras droit fait allusion à La création d'Adam, la fresque de la chapelle Sixtine au Vatican ; le gauche est emprunté au Christ mort de la Pietà de la cathédrale de Florence.